# Британский протекторат Центральной Африки
Британский протекторат Центральной Африки (англ. British Central Africa Protectorate, сокр. BCA) — британский протекторат на территории современной Малави. провозглашенный и ратифицированный в 1889 и 1891 году соответственно, позже, в 1907 году протекторат был переименован в Ньясаленд.

## История
После экспедиций 1858-1864х годов Дэвида Ливингстона регионом заинтересовались англиканские и пресвитерианские миссии. В 1876 году в Блантайре было основано небольшое торговое поселение, в 1883 году в нем поселился британский консул . В 1878 году в Глазго была основана компания African Lakes Company Limited, которая позже стала African Lakes Corporation.
В 1879 году португальское правительство официально заявило права на территорию к юго-востоку от реки Руо, и уже в 1882 португальские войска занимают территорию нижней долины реки Шире.  В 1886 году португалец Александр де Серпа Пинту предпринял попытку договориться с вождями яо об установлении протектората на их территории, но переговоры провалились. В 1888 году Министерство иностранных дел Великобритании отказалась гарантировать защиту британским поселениям от португальцев, но при этом эти земли за португальцами не признало. Чтобы не дать португальцам занять эти регионы, Великобритания направило Генри Гамильтона Джонстона чтобы он доложил о масштабах португальского влияния и заключил союзы с местными вождями. В 1889 году, Генри, пребывая в Лиссабоне разрабатывает план соглашения по которому Великобритания в свою зону влияния получает земли к западу от озера Ньяса , а также Машоналенд, но отдаёт нагорье Шир португальцам. Британское правительство этот договор не устроил  и предложение было отклонено.
В 1889 году Джон Бьюкенен объявил протекторат Шир-Хайленд, в 1891 году Генри Джостон объявляет протектората округов Ньясаленд, что противоречило указам МИД Великобритании, однако уже в мае 1891 года правительство признало этот протекторат.
После подписания англо-португальского договора в 1891 году появилась четкая граница между Великобританией и Португалией и был ратифицирован Британский протекторат Центральной Африки.
На момент 1891 фактически контролировалась британцами лишь часть протектората, поэтому Генри Джонстон вместе с индийскими войсками совершил ряд военных кампаний по захвату территорий местных вождей.
Британская южноафриканская компания хотела взять на себя управление всей территорией, на которую претендовала Британия к северу от Замбези, но это вызвало сопротивление местных миссионеров, поэтому было решено отдать Родезию под контроль компании, а Ньясленд под контроль министерства иностранных дел.
В 1896 году Джостон учредил секретариат на территории протектората, также была основана должность сборщика налогов, ставшая позже должностью окружных комиссаров. Их основными обязанностями были сбор налогов, обеспечение рабочей силы и выполнение постановлений правительства, также сборщики налогов имели право иметь свою небольшую армию.

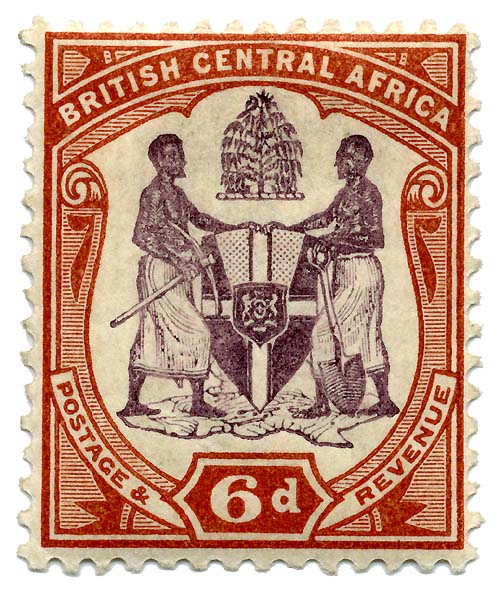
Марка с именем протектората

6 июля 1907 года название протектората было изменено на Ньясаленд .

## Управление
Власть существующих вождей была сведена к минимуму в пользу окружных комиссаров, однако исключением стало королевство Нгони, получившее автономию. Чтобы увеличить доход с 1895 года действовал налог на хижины.

## Население
В 1901 году была проведена относительно ограниченная перепись населения, численность населения на территории протектората составило 736 724 человека, за время существования протектората было привезено очень много людей из Мозамбика.

## Экономика
Основным видом хозяйственной деятельности протектората было выращивание кукурузы , просо и другие продовольственные продукты, позже стали выращивать чай и табак. В 1908 году была открыта Ширская железная дорога.